# Warren (Nueva York)
Warren es un pueblo ubicado en el condado de Herkimer en el estado estadounidense de Nueva York. En el año 2000 tenía una población de 1.136 habitantes y una densidad poblacional de 11.5 personas por km².

## Geografía
Warren se encuentra ubicado en las coordenadas 42°53′15″N 74°56′7″O / 42.88750, -74.93528.

## Demografía
Según la Oficina del Censo en 2000 los ingresos medios por hogar en la localidad eran de $36,548, y los ingresos medios por familia eran $39,118. Los hombres tenían unos ingresos medios de $27,000 frente a los $19,297 para las mujeres. La renta per cápita para la localidad era de $13,840. Alrededor del 12.3% de la población estaban por debajo del umbral de pobreza.